# Марк Нумий Туск (консул 295 г.)
Вижте пояснителната страница за други личности с името Марк Нумий Туск.
Марк Нумий Туск (на латински: Marcus Nummius Tuscus) е политик и сенатор на Римската империя към края на 3 век и началото на 4 век.

## Биография
Произлиза от фамилията Нумии от Беневенто. Той е внук на Марк Нумий Сенецио Албин (консул 227 г.) и син на Марк Нумий Туск (консул 258 г.). Племенник е на Марк Нумий Сенецио Албин (консул 263 г.).
През 295 г. Туск е консул заедно с Гай Аний Анулин. От 295 до 302 г. e curator aquarum et miniciae и през 302 -303 г. praefectus urbi.